# UFC on Fox: Альварес vs. Порье 2
UFC on Fox: Альварес vs. Порье 2 (также известно как UFC on Fox 30) - турнир по смешанным единоборствам, организованный Ultimate Fighting Championship, который прошел 29 июля 2018 года на арене Скоушабэнк-Сэдлдоум в городе Калгари (Канада).
В главном бою вечера Дастин Порье победил Эдди Альвареса техническим нокаутом во втором раунде.

## Предыстория
Это событие стало вторым, которое проводилось в Калгари, после UFC 149 в июле 2012 года
Главным боем вечера стал реванш между бывшим чемпионом Bellator и UFC в легком весе Эдди Альваресом и Дастином Порье. Их первый бой состоялось на UFC 211, где Эдди Альварес нанес два раза коленом по сопернику и он нарушил правило, в итоге бой был несостоявшимся.
Бой в полутяжелом весе между Гаджимурадом Антигуловым и Ионом Куцелабой который ранее был запланирован на UFC 217. Однако Антигулов снялся с поединка из-за травмы и поединок был отменен. Матч в конечном итоге перенесли на этот турнир.

## Результаты
| Бой | Весовая категория     | Результаты боя     |      |                      | Способ победы                               | Раунд | Время | Рефери в ринге | Прим.              |
| 13  | Легкий вес            | Дастин Порье       | поб. | Эдди Альварес        | Технический нокаут (удары)                  | 2     | 4:05  | Марк Годдард   | Выступление вечера |
| --- | --------------------- | ------------------ | ---- | -------------------- | ------------------------------------------- | ----- | ----- | -------------- | ------------------ |
| 12  | Полулегкий вес        | Жозе Алдо          | поб. | Джереми Стивенс      | Технический нокаут (удары)                  | 1     | 4:19  | Ив Лавин       | Выступление вечера |
| 11  | Жен. минимальный вес  | Йоанна Енджейчик   | поб. | Тиша Торрес          | Единогласное решение (30-27, 30-27, 30-27)  | 3     | 5:00  | Кит Питерсон   |                    |
| 10  | Легкий вес            | Александр Эрнандес | поб. | Оливье Обин-Мерсье   | Единогласное решение (30-27, 29-28, 29-28)  | 3     | 5:00  | Марк Годдард   |                    |
| 9   | Полусредний вес       | Джордан Миен       | поб. | Алекс Мороно         | Единогласное решение (29-28, 29-28, 29-28)  | 3     | 5:00  | Кит Питерсон   |                    |
| 8   | Полулегкий вес        | Хаким Доваду       | поб. | Остин Арнетт         | Единогласное решение (30-27, 30-27, 30-27)  | 3     | 5:00  | Ив Лавин       |                    |
| 7   | Легкий вес            | Ислам Махачев      | поб. | Кэйджен Джонсон      | Сабмишном (рычаг локтя)                     | 1     | 4:43  | Энди Соушиал   |                    |
| 6   | Полутяжелый вес       | Ион Куцелаба       | поб. | Гаджимурад Антигулов | Технический нокаут (удары руками и локтями) | 1     | 4:25  | Марк Годдард   |                    |
| 5   | Легкий вес            | Джон Макдесси      | поб. | Росс Пирсон          | Единогласное решение (30-26, 29-27, 29-28)  | 3     | 5:00  | Ив Валин       | Бой вечера         |
| 4   | Жен. наилегчайший вес | Кэтлин Чукагян     | поб. | Алексис Дэвис        | Единогласное решение (29-28, 29-28, 30-27)  | 3     | 5:00  | Энди Соушиал   |                    |
| 3   | Наилегчайший вес      | Дастин Ортиз       | поб. | Матеус Николау       | Нокаут (удар ногой в голову и добивание)    | 1     | 3:49  | Кит Питерсон   |                    |
| 2   | Жен. минимальный вес  | Нина Нунес         | поб. | Ранда Маркос         | Единогласное решение (29-28, 29-28, 29-28)  | 3     | 5:00  | Ив Валин       |                    |
| 1   | Легкий вес            | Девин Пауэлл       | поб. | Альваро Геррера      | Нокаут (удар ногой в корпус)                | 1     | 1:52  | Марк Годдард   |                    |

## Награды
Следующие бойцы получили бонусы в размере 50000 долларов
- Бой вечера: Джон Макдесси vs. Росс Пирсон
- Выступление вечера: Дастин Порье и Жозе Алдо